# Kvalifikace na Mistrovství Evropy ve fotbale 2012 – skupina A
Skupina A kvalifikace na Mistrovství Evropy ve fotbale 2012 byla jednou z 9 kvalifikačních skupin na tento šampionát. Postup na závěrečný turnaj si zajistil vítěz skupiny. Druhý tým skupiny hrál buď baráž, nebo postoupil také přímo (pokud byl nejlepší v žebříčku týmů na druhých místech).

## Tabulka
| Tým         | Z  | V  | R | P | GV | GI | +/- | B  |
| ----------- | -- | -- | - | - | -- | -- | --- | -- |
| Německo     | 10 | 10 | 0 | 0 | 34 | 7  | +27 | 30 |
| Turecko     | 10 | 5  | 2 | 3 | 13 | 11 | +2  | 17 |
| Belgie      | 10 | 4  | 3 | 3 | 21 | 15 | +6  | 15 |
| Rakousko    | 10 | 3  | 3 | 4 | 16 | 17 | -1  | 12 |
| Ázerbájdžán | 10 | 2  | 1 | 7 | 10 | 26 | -16 | 7  |
| Kazachstán  | 10 | 1  | 1 | 8 | 6  | 24 | -18 | 4  |

## Zápasy
| 3. září 2010 |        |                                    |                                            |
| Kazachstán   | 0 – 3  | Turecko                            | Astana diváci: 25 000 rozhodčí: István Vad |
|              | Report | 24' Turan 26' Altıntop 76' Kahveci | Astana diváci: 25 000 rozhodčí: István Vad |

| 3. září 2010 |        |           |                                             |
| Belgie       | 0 – 1  | Německo   | Brusel diváci: 42 000 rozhodčí: Terje Hauge |
|              | Report | 51' Klose | Brusel diváci: 42 000 rozhodčí: Terje Hauge |

| 7. září 2010                 |        |                     |                                                 |
| Turecko                      | 3 – 2  | Belgie              | Istanbul diváci: 41 000 rozhodčí: Damir Skomina |
| Hamit 48' Semih 66' Arda 78' | Report | 28', 68' Van Buyten | Istanbul diváci: 41 000 rozhodčí: Damir Skomina |

| 7. září 2010            |        |            |                                                    |
| Rakousko                | 2 – 0  | Kazachstán | Salcburk diváci: 22 500 rozhodčí: Marijo Strahonja |
| Linz 90+1' Hoffer 90+2' | Report |            | Salcburk diváci: 22 500 rozhodčí: Marijo Strahonja |

| 8. října 2010 |        |                   |                                               |
| Kazachstán    | 0 – 2  | Belgie            | Astana diváci: 24 000 rozhodčí: Marcin Borski |
|               | Report | 52', 70' Ogunjimi | Astana diváci: 24 000 rozhodčí: Marcin Borski |

| 8. října 2010                  |        |             |                                                   |
| Rakousko                       | 3 – 0  | Ázerbájdžán | Vídeň diváci: 26 500 rozhodčí: Nicolai Vollquartz |
| Prödl 3' Arnautović 53', 90+2' | Report |             | Vídeň diváci: 26 500 rozhodčí: Nicolai Vollquartz |

| 8. října 2010           |        |         |                                             |
| Německo                 | 3 – 0  | Turecko | Berlín diváci: 74 244 rozhodčí: Howard Webb |
| Klose 42', 87' Özil 79' | Report |         | Berlín diváci: 74 244 rozhodčí: Howard Webb |

| 12. října 2010    |        |         |                                                 |
| Ázerbájdžán       | 1 – 0  | Turecko | Baku diváci: 29 500 rozhodčí: Alexandru Deaconu |
| R. F. Sadygov 38' | Report |         | Baku diváci: 29 500 rozhodčí: Alexandru Deaconu |

| 12. října 2010 |        |                                  |                                                     |
| Kazachstán     | 0 – 3  | Německo                          | Astana diváci: 18 000 rozhodčí: Alexandru Dan Tudor |
|                | Report | 48' Klose 76' Gómez 85' Podolski | Astana diváci: 18 000 rozhodčí: Alexandru Dan Tudor |

| 12. října 2010                                     |        |                                               |                                           |
| Belgie                                             | 4 – 4  | Rakousko                                      | Brusel diváci: 24 231 rozhodčí: Mike Dean |
| Vossen 11' Fellaini 47' Ogunjimi 87' Lombaerts 89' | Report | 14', 62' Schiemer 29' Arnautović 90+3' Harnik | Brusel diváci: 24 231 rozhodčí: Mike Dean |

| 25. března 2011 |        |                |                                                     |
| Rakousko        | 0 – 2  | Belgie         | Vídeň diváci: 44 300 rozhodčí: Vladislav Bezborodov |
|                 | Report | 6', 50' Witsel | Vídeň diváci: 44 300 rozhodčí: Vladislav Bezborodov |

| 26. března 2011               |        |            |                                                            |
| Německo                       | 4 – 0  | Kazachstán | Kaiserslautern diváci: 47 849 rozhodčí: Aleksandar Stavrev |
| Klose 3', 88' Müller 25', 43' | Report |            | Kaiserslautern diváci: 47 849 rozhodčí: Aleksandar Stavrev |

| 29. března 2011         |        |          |                                                  |
| Turecko                 | 2 – 0  | Rakousko | Istanbul diváci: 47 000 rozhodčí: Pavel Královec |
| Turan 28' Gökhan G. 78' | Report |          | Istanbul diváci: 47 000 rozhodčí: Pavel Královec |

| 29. března 2011                                        |        |             |                                                   |
| Belgie                                                 | 4 – 1  | Ázerbájdžán | Brusel diváci: 34 585 rozhodčí: Daniel Stalhammar |
| Vertonghen 12' Simons 32' (pen.) Chadli 45' Vossen 74' | Report | 16' Abishov | Brusel diváci: 34 585 rozhodčí: Daniel Stalhammar |

| 3. června 2011      |        |                |                                                |
| Rakousko            | 1 – 2  | Německo        | Vídeň diváci: 47 500 rozhodčí: Massimo Busacca |
| Friedrich 50' (vl.) | Report | Gómez 44', 90' | Vídeň diváci: 47 500 rozhodčí: Massimo Busacca |

| 3. června 2011  |        |             |                                            |
| Kazachstán      | 2 – 1  | Ázerbájdžán | Astana diváci: 3 000 rozhodčí: Euan Norris |
| Gridin 57', 68' | Report | Nadirov 63' | Astana diváci: 3 000 rozhodčí: Euan Norris |

| 3. června 2011 |        |           |                                                |
| Belgie         | 1 – 1  | Turecko   | Brusel diváci: 45 000 rozhodčí: Nicola Rizzoli |
| Ogunjimi 4'    | Report | Burak 22' | Brusel diváci: 45 000 rozhodčí: Nicola Rizzoli |

| 7. června 2011  |        |                                   |                                                   |
| Ázerbájdžán     | 1 – 3  | Německo                           | Baku diváci: 25 000 rozhodčí: Michael Koukoulakis |
| M. Hüseynov 89' | Report | Özil 30' Gómez 41' Schürrle 90+3' | Baku diváci: 25 000 rozhodčí: Michael Koukoulakis |

| 2. září 2011                                               |        |                           |                                                          |
| Německo                                                    | 6 – 2  | Rakousko                  | Gelsenkirchen diváci: 53 313 rozhodčí: Paolo Tagliavento |
| Klose 8' Özil 23', 47' Podolski 28' Schürrle 84' Götze 89' | Report | Arnautović 42' Harnik 51' | Gelsenkirchen diváci: 53 313 rozhodčí: Paolo Tagliavento |

| 2. září 2011  |        |                   |                                          |
| Ázerbájdžán   | 1 – 1  | Belgie            | Baku diváci: 9 300 rozhodčí: Lee Probert |
| R. Aliyev 86' | Report | Simons 55' (pen.) | Baku diváci: 9 300 rozhodčí: Lee Probert |

| 2. září 2011          |        |                |                                                  |
| Turecko               | 2 – 1  | Kazachstán     | Istanbul diváci: 47 756 rozhodčí: Clément Turpin |
| Yılmaz 31' Arda 90+7' | Report | Konysbayev 55' | Istanbul diváci: 47 756 rozhodčí: Clément Turpin |

| 6. září 2011 |        |         |                                                                               |
| Rakousko     | 0 – 0  | Turecko | Ernst Happel Stadion, Vídeň diváci: 47 500 rozhodčí: Alberto Undiano Mallenco |
|              | Report |         | Ernst Happel Stadion, Vídeň diváci: 47 500 rozhodčí: Alberto Undiano Mallenco |

| 6. září 2011                                  |        |                                |                                                |
| Ázerbájdžán                                   | 3 – 2  | Kazachstán                     | Baku diváci: 12 000 rozhodčí: Anders Hermansen |
| R. Aliyev 53' Shukurov 62' (pen.) Javadov 67' | Report | Ostapenko 20' Yevstigneyev 77' | Baku diváci: 12 000 rozhodčí: Anders Hermansen |

| 7. října 2011 |        |                                               |                                             |
| Ázerbájdžán   | 1 – 4  | Rakousko                                      | Baku diváci: 5 000 rozhodčí: Stephan Studer |
| Nadirov 74'   | Report | Ivanschitz 34' Janko 52', 62' Junuzović 90+1' | Baku diváci: 5 000 rozhodčí: Stephan Studer |

| 7. října 2011 |        |                                                |                                                   |
| Turecko       | 1 – 3  | Německo                                        | Istanbul diváci: 51 000 rozhodčí: Martin Atkinson |
| Hakan 79'     | Report | Gómez 35' Müller 66' Schweinsteiger 86' (pen.) | Istanbul diváci: 51 000 rozhodčí: Martin Atkinson |

| 7. října 2011                                         |        |                        |                                               |
| Belgie                                                | 4 – 1  | Kazachstán             | Brusel diváci: 28 000 rozhodčí: Milorad Mažić |
| Simons 40' (pen.) Hazard 43' Kompany 49' Ogunjimi 84' | Report | Nurdauletov 86' (pen.) | Brusel diváci: 28 000 rozhodčí: Milorad Mažić |

| 11. října 2011 |        |          |                                               |
| Kazachstán     | 0 – 0  | Rakousko | Astana diváci: 11 000 rozhodčí: Hannes Kaasik |
|                | Report |          | Astana diváci: 11 000 rozhodčí: Hannes Kaasik |

| 11. října 2011                  |        |              |                                                       |
| Německo                         | 3 – 1  | Belgie       | Düsseldorf diváci: 48 483 rozhodčí: Svein Oddvar Moen |
| Özil 30' Schürrle 33' Gómez 48' | Report | Fellaini 86' | Düsseldorf diváci: 48 483 rozhodčí: Svein Oddvar Moen |

| 11. října 2011 |        |             |                                                   |
| Turecko        | 1 – 0  | Ázerbájdžán | Istanbul diváci: 32 174 rozhodčí: Peter Rasmussen |
| Burak 60'      | Report |             | Istanbul diváci: 32 174 rozhodčí: Peter Rasmussen |